# Николаевка (Курчатовский район)
Николаевка — деревня в Курчатовском районе Курской области. Входит в Костельцевский сельсовет.

## География
Деревня находится на реке Прутище, в 41 км к северо-западу от Курска, в 23 км севернее районного центра — города Курчатов, в 7 км от центра сельсовета — села Костельцево.
Климат
Николаевка, как и весь район, расположена в поясе умеренно континентального климата с тёплым летом и относительно тёплой зимой (Dfb в классификации Кёппена).

## История
По состоянию на 1955 год в деревне находился центр колхоза имени Сталина.

## Население
| 2002 | 2010 |
| ---- | ---- |
| 142  | ↘122 |

## Инфраструктура
Личное подсобное хозяйство.

## Транспорт
Николаевка находится в 25,5 км от федеральной автодороги М2 «Крым», в 22 км от автодороги регионального значения 38К-017 (Курск — Льгов — Рыльск — граница с Украиной), на автодороге межмуниципального значения 38Н-362 (38К-017 — Николаевка — Ширково), в 22,5 км от ближайшего ж/д остановочного пункта Курчатов (линия Льгов I — Курск).